# Hyposmocoma
Hyposmocoma és un gènere de lepidòpters endèmic de Hawaii, amb més de 400 espècies descrites. Aquest gènere representa un terç de tota la diversitat de papallones i arnes de les illes de Hawaii. Els adults solen tenir una mida inferior a 1 cm i presenten ales allargades amb les posteriors delimitades per un marge de cerres o setes; les larves presenten una gran esclerotització al tòrax i un abdomen amb coixinets de fricció que queda retingut dins d’un estoig característic del gènere. Aquest gènere ocupa una gran varietat d’hàbitats, entre els quals s’inclouen zones montanes, boscos secs o zones ripàries, entre d’altres. El gènere destaca pel fet que algunes espècies presenten un cicle vital amb larves amfíbies.

## Morfologia
Els individus adults del gènere Hyposmocoma es caracteritzen per la seva petita mida, amb una longitud total (amb ales en expansió) de menys d’1 cm. Les ales son allargades i, tant aquestes com el cos, poden presentar variacions en la coloració en funció de l’espècie. Al llarg de les ales posteriors, algunes espècies presenten un marge distintiu de pèls rígids (cerres o setes) que poden tenir, probablement, una funcionalitat durant el vol o per a la dispersió de feromones.

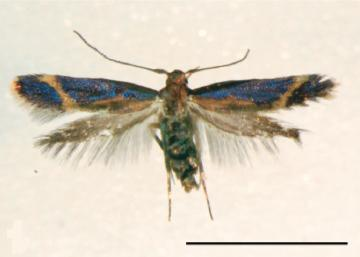
Individu adult de Hyposmocoma auropurpurea.

Les larves de Hyposmocoma difereixen de les larves d’altres lepidòpters per la seva capacitat de construcció d’estoigs i, pel fet que, les larves d’algunes espècies d’aquest gènere són amfíbies i poden desenvolupar-se sota l’aigua, característiques que comparteixen amb el grup germà Trichoptera. Aquestes característiques determinen que es doni una modificació en la morfologia toràcica i abdominal. Tot i que comparteixen característiques amb altres famílies constructores d’estoigs (com Psychidae i Coleophoridae), les larves del gènere Hyposmocoma presenten un grau d’esclerotització especialment pronunciat al tòrax, amb pleurites i esternites ben diferenciades. Aquest enduriment es dona, perquè el tòrax actua com a unitat locomotora principal, mentre que l’abdomen queda retingut dins de l’estoig. Altres característiques que comparteixen amb larves portadores d’estoigs són el cap prognat, la reducció de les setes abdominals i la presència de coixinets de fricció abdominals. No obstant això, manquen de coixinets adhesius prominents al tòrax i, per tant, depenen principalment de les potes toràciques com a punt d'ancoratge.

## Distribució

Localització de Hawaii, estat insular i extracontinental dels Estats Units.

Hyposmocoma és un gènere endèmic de l’arxipièlag de Hawaii, on es troba des de fa aproximadament 15 milions d’anys. El podem trobar a totes les illes principals hawaiianes (Hawái’i, Maui, O’ahu, Kaua’i, Moloka’i, Lānaʻi, Ni’ihau, Kaho’olawe i illes Midway) i és un dels pocs llinatges que s’han diversificat a través de tot l’arxipèlag, donant lloc a aproximadament 400 espècies. Moltes de les espècies del gènere estan restringides a atols i pinacles remots d’orientació nord-oest; corresponents a restes de volcans extints; el que demostra que el gènere s’hauria dispersat des d’aquestes zones remotes fins a les illes actuals aproximadament 20 cops o més. Les espècies segueixen una regla de progressió en la qual les més basals s’haurien originat en illes més antigues, mentre que els llinatges actuals es formen per la dispersió i especiació en illes més recents.

## Cicle vital

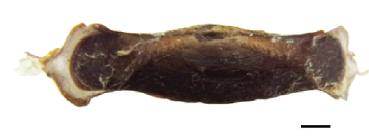
Estoig tipus "Crab" de Hyposmocoma tantala.

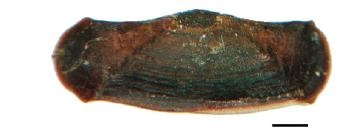
Estoig tipus "Purse case" de Hyposmocoma nebulifera.

El cicle vital de Hyposmocoma segueix el patró típic dels Lepidoptera, format per les etapes: ou, larva, pupa i adult. Les femelles ponen els ous, que en descloure seran larves les quals poden construir estoigs de seda i de materials del seu entorn o no, això és una característica clau per a classificació dels subgèneres Euperissus (no construeixen estoigs) i Hyposmocoma sensu stricto (construeixen estoigs mòbils, que arrosseguen mentre s’alimenten). La pupació comença quan la larva es fixa a una superfície, és en aquest moment quan té lloc la reorganització completa i la conversió a l’estat final i madur, l’adult. La pupació es realitza dins del mateix estoig i per a sortir, l’arna ha d’empènyer l’opercle o l’escletxa. En fer-ho, molts individus perden escames i, tant l’exoesquelet de la larva com el de la pupa, queden units a l’estoig.
Dins del gènere Hyposmocoma hi ha 2 tipus d’estoigs principals: estoigs amb dues entrades, una a cada costat, i estoigs amb una sola entrada. Tant el material utilitzat per a la creació de l’estoig, la forma i el nombre d’entrades són característiques definitòries per a identificar espècies. Cada un té subtipus, i en total hi ha 9 tipus d’estoigs larvals diferents, i cada un forma grups monofilètics:
- Estoig de bossa, “Purse cases”, són llises i cilíndriques, amb una prominència medial de la qual s’originen les línies de creixement concèntriques i que s’estenen fins a les obertures laterals. Aquest tipus d’estoig és la morfologia bàsica dels estoigs d’obertura doble i se subdivideix en estoig gegant (mida més gran), estoig tipus tub (espai intern tubular) i l’estoig pla (aplanat dorsoventralment). Tots 3 no tenen accentuades les línies obliqües.[2]
- Estoig de cranc, “Crab”, és també de doble obertura i llis. Es distingeix dels estotjos de bossa perquè té les vores de les obertures ondulades i les línies obliqües marcades. Un exemple d’espècie amb aquest tipus d’estoig és Hyposmocoma papaiili.[2]
- Estoig tipus caramel, “Candy wrapper”, semblant a l’estoig de cranc però amb els marges de les obertures llisos. Té també les línies obliqües marcades i la superfície llisa.[2]
- Estoig tipus cigarreta, “Cigar”, la superfície de l’estoig no és llisa i els extrems semblen esfilagarsats, molt semblants a l’extrem d’una cigarreta.[2]
- Burrito, tipus d’estoig amb només una obertura. El lateral de l'obertura és més ample que el lateral tancat, el qual és més arrodonit. En moltes espècies l'obertura està decorada amb líquens o residus. H. ochreociliata és un cas típic de larva amb estoig de burrito.[2]
- Estoig tipus con, “Cone”, es caracteritza per tenir lateral de l’obertura més ample que el lateral tancat, que acaba en punta arrodonida, i tenir un opercle articulat en l’obertura. El costat ventral és més llis que el costat dorsal.[2]
- Estoig tipus Bugle, molt similar a l’estoig de con, però és més robust i té una obertura més ampla. En aquest cas l’opercle no es troba articulat, sinó que és un plec que cobreix l’entrada. L’estoig tipus Bugle pot tenir una superfície llisa o més rugosa.[2]

Les larves d’algunes espècies de Hyposmocoma són amfíbies, poden respirar i alimentar-se indefinidament tan a sobre com sota la superfície de l’aigua i també són capaces de pupar, fora o dins de l’aigua. Poden romandre submergides durant setmanes o viure sobre roques seques a metres de qualsevol cos d'aigua, pasturant algues seques i líquens. Quan estan submergides, probablement confien en la difusió directa d'oxigen a través de la pell hidrofílica al llarg dels seus abdòmens.

## Ecologia

### Hàbitat
Les diferents espècies de Hyposmocoma presenten una gran variació en els hàbitats que ocupen. Algunes espècies es troben exclusivament en zones montanes com les presents a les illes de Maui i Hawái’i; per altra banda, altres tenen preferència per boscos secs com els de l’illa de Lānaʻi o de Laysan, que és una petita formació terrestre ubicada a la part nord-oest de la cadena d’illes hawaiianes. Les espècies amfíbies de Hyposmocoma, en canvi, habiten zones de corrents muntanyosos i zones ripàries adjacents en certs volcans de les illes. Les larves de Hyposmocoma poden ocupar també un ampli rang d’hàbitats: des de catifes de molsa alpina (a més de 3000 m d’altitud) fins a roques que queden per sobre de la zona d’esquitxos de marea alta. Fins i tot, poden arribar a ocupar ambients extrems com esquerdes amb cobertures de líquens a zones de flux de lava encara calents. Aquesta àmplia diversitat d’hàbitats que poden ocupar, es veu reflectida en la diversitat d’estoigs larvaris.

### Alimentació
L’alimentació a l’estadi larvari és variada i difereix entre les espècies. Les larves poden ser detritívores, alimentant-se de matèria orgànica en descomposició com fusta podrida, o herbívores, alimentant-se de líquens o diverses parts de plantes. A més, algunes larves poden ser carnívores i depredadores com en el cas de l’espècie Hyposmocoma molluscivora, la qual s’alimenta de caragols terrestres del gènere Tornatellides. Les larves d’aquesta espècie immobilitzen la seva presa utilitzant fils de seda per fixar-la a una fulla i, tot seguit, entren a l’interior de la closa del caragol per alimentar-se’n. Aquesta és una de les quatre espècies de lepidòpters descrites que s’alimenta de caragols.

### Depredació i paràsits
Se sap poc sobre els paràsits i depredadors d'aquest gran grup. Tant el gènere d’aus Chasiempis, alguns Odonata i altres artròpodes com el gènere de formigues Pheidole van ser dels primers organismes detectats que depredaven diferents espècies de Hyposmocoma. Els registres de paràsits recopilats són de Hymenoptera.

## Filogènia
La filogènia molecular de Hyposmocoma divideix al gènere en dos subgèneres: Euperissus, les larves del qual no construeixen estoigs, i Hyposmocoma sensu stricto, les larves del qual creen estoigs elaborats. Hyposmocoma sensu stricto, a més, es divideix en llinatges basals que construeixen estoigs de dues entrades, una a cada costat, i llinatges derivats que construeixen estoigs amb una sola entrada.

## Evolució i radiació adaptativa
El gènere Hyposmocoma constitueix una de les radiacions evolutives més antigues i diverses de l’arxipèlag hawaià. Segons estudis filogenètics basats en rellotges moleculars, s’estima que aquest llinatge es va originar fa aproximadament 15 milions d’anys, molt abans de la formació de les illes altes actuals com Kaua’i (fa aproximadament 4,7 milions d’anys). Aquest origen tan antic situa Hyposmocoma entre les poques línies evolutives que van colonitzar i es van diversificar en les illes del nord-oest hawaià, avui en dia fortament erosionades. Aquesta antiguitat ha permès al gènere dispersar-se més de 20 vegades des de les illes nord-occidentals cap a illes altes, com O’ahu, Maui o Hawai’i. Cada illa allotja espècies endèmiques pròpies, cosa que reflecteix una història de colonització repetida seguida d’aïllament geogràfic i especiació.
La radiació adaptativa de Hyposmocoma es caracteritza per una gran diversitat ecològica i morfològica. S’han identificat almenys nou tipus d’estoigs larvaris, associats a diferents hàbitats i estratègies alimentàries. Aquestes formes ecològiques especialitzades van aparèixer abans de la formació de les illes joves, fet que indica una bona part de la diversificació adaptativa va tenir lloc en etapes molt primerenques de la història evolutiva del gènere.  Pel que fa a l’adaptació als hàbitats aquàtics, estudis basats en ADN mitocondrial i nuclear han demostrat que la capacitat de viure en aquests ambients ha evolucionat de manera independent almenys tres vegades dins del gènere Hyposmocoma.
L’evidència molecular també suggereix que moltes línies adaptades a boscos es van originar en les illes antigues del nord-oest hawaià, que en el passat sostenien ecosistemes forestals. Amb el temps, aquestes illes es van erosionar i van perdre aquests hàbitats, fet que va portar a l’extinció local de moltes d'aquestes formes. Tot i així, algunes línies van aconseguir dispersar-se cap a illes més joves, on encara persisteixen. Això suggereix que part de la diversitat ecològica actual té el seu origen en una antiga radiació adaptativa que es va produir fa milions d’anys, impulsada per la combinació de factor ecològics i la dinàmica geogràfica de l’arxipèlag.

## Importància
La importància científica del gènere Hyposmocoma no es deu només al seu gran nombre d’espècies, sinó també a la seva sorprenent diversitat ecològica, que inclou formes predadores i adaptacions a ambients molt contrastants. Aquesta versatilitat, juntament amb la seva antiga història evolutiva a les illes de Hawaii, fa que sigui un model excepcional per estudiar els processos de diversificació i formació d’espècies en entorns insulars, així com per entendre el paper clau que juga la història geològica en l’origen de la biodiversitat.

## Espècies
- Subgènere Euperissus Butler, 1881
  - Hyposmocoma adelphella Walsingham, 1907
  - Hyposmocoma adolescens Walsingham, 1907
  - Hyposmocoma agnetella Walsingham, 1907
  - Hyposmocoma albocinerea Walsingham, 1907
  - Hyposmocoma alticola Meyrick, 1915
  - Hyposmocoma anthinella Walsingham, 1907
  - Hyposmocoma argentea Walsingham, 1907
  - Hyposmocoma argomacha Meyrick, 1935
  - Hyposmocoma argyresthiella Walsingham, 1907
  - Hyposmocoma arundinicolor Walsingham, 1907
  - Hyposmocoma aspersa Butler, 1882
  - Hyposmocoma auroargentea Walsingham, 1907
  - Hyposmocoma barbata Walsingham, 1907
  - Hyposmocoma basivittata Walsingham, 1907
  - Hyposmocoma bitincta Walsingham, 1907
  - Hyposmocoma brevistrigata Walsingham, 1907
  - Hyposmocoma caecinervis Meyrick, 1928
  - Hyposmocoma catapyrrha Meyrick, 1935
  - Hyposmocoma centralis Walsingham, 1907
  - Hyposmocoma centronoma Meyrick, 1935
  - Hyposmocoma chilonella Walsingham, 1907
  - Hyposmocoma chloraula Meyrick, 1928
  - Hyposmocoma cleodorella Walsingham, 1907
  - Hyposmocoma columbella Walsingham, 1907
  - Hyposmocoma complanella Walsingham, 1907
  - Hyposmocoma confusa Walsingham, 1907
  - Hyposmocoma coprosmae Swezey, 1920
  - Hyposmocoma corticicolor Walsingham, 1907
  - Hyposmocoma cristata Butler, 1881
  - Hyposmocoma cryptogamiella Walsingham, 1907
  - Hyposmocoma cuprea Walsingham, 1907
  - Hyposmocoma diffusa Walsingham, 1907
  - Hyposmocoma digressa Walsingham, 1907
  - Hyposmocoma discolor Walsingham, 1907
  - Hyposmocoma divergens Walsingham, 1907
  - Hyposmocoma dorsella Walsingham, 1907
  - Hyposmocoma ekaha Swezey, 1910
  - Hyposmocoma elegans Walsingham, 1907
  - Hyposmocoma eleuthera Walsingham, 1907
  - Hyposmocoma emendata Walsingham, 1907
  - Hyposmocoma empetra Meyrick, 1915
  - Hyposmocoma enixa Walsingham, 1907
  - Hyposmocoma ensifer Walsingham, 1907
  - Hyposmocoma epicharis Walsingham, 1907
  - Hyposmocoma erebogramma Meyrick, 1935
  - Hyposmocoma erismatias Meyrick, 1928
  - Hyposmocoma exaltata Walsingham, 1907
  - Hyposmocoma exornata Walsingham, 1907
  - Hyposmocoma exsul Walsingham, 1907
  - Hyposmocoma falsimella Walsingham, 1907
  - Hyposmocoma ferruginea Swezey, 1915
  - Hyposmocoma flavicosta Walsingham, 1907
  - Hyposmocoma fluctuosa Walsingham, 1907
  - Hyposmocoma fractivittella Walsingham, 1907
  - Hyposmocoma fugitiva Walsingham, 1907
  - Hyposmocoma fulvida Walsingham, 1907
  - Hyposmocoma fulvocervina Walsingham, 1907
  - Hyposmocoma fulvogrisea Walsingham, 1907
  - Hyposmocoma fuscodentata Walsingham, 1907
  - Hyposmocoma fuscofusa Walsingham, 1907
  - Hyposmocoma fuscopurpurata Zimmerman,
  - Hyposmocoma hirsuta Walsingham, 1907
  - Hyposmocoma homopyrrha Meyrick, 1935
  - Hyposmocoma humerella Walsingham, 1907
  - Hyposmocoma incongrua Walsingham, 1907
  - Hyposmocoma inflexa Walsingham, 1907
  - Hyposmocoma insinuatrix Meyrick, 1928
  - Hyposmocoma jugifera Meyrick, 1928
  - Hyposmocoma kauaiensis Walsingham, 1907
  - Hyposmocoma latiflua Meyrick, 1915
  - Hyposmocoma lichenalis Walsingham, 1907
  - Hyposmocoma lignicolor Walsingham, 1907
  - Hyposmocoma limata Walsingham, 1907
  - Hyposmocoma longitudinalis Walsingham, 1907
  - Hyposmocoma lugens Walsingham, 1907
  - Hyposmocoma lunifer Walsingham, 1907
  - Hyposmocoma mactella Walsingham, 1907
  - Hyposmocoma maestella Walsingham, 1907
  - Hyposmocoma malacopa Meyrick, 1915
  - Hyposmocoma margella Walsingham, 1907
  - Hyposmocoma mediocris Walsingham, 190
  - Hyposmocoma mormopica Meyrick, 1935
  - Hyposmocoma municeps Walsingham, 1907
  - Hyposmocoma mystodoxa Meyrick, 1915
  - Hyposmocoma nemo Walsingham, 1907
  - Hyposmocoma nemoricola Walsingham, 1907
  - Hyposmocoma nigrodentata Walsingham, 1907
  - Hyposmocoma ningorella Walsingham, 1907
  - Hyposmocoma ningorifera Walsingham, 1907
  - Hyposmocoma nipholoncha Meyrick, 1935
  - Hyposmocoma niveiceps Walsingham, 1907
  - Hyposmocoma obliterata Walsingham, 1907
  - Hyposmocoma obscura Walsingham, 1907
  - Hyposmocoma ocellata Walsingham, 1907
  - Hyposmocoma ochreovittella Walsingham, 1907
  - Hyposmocoma oculifera Walsingham, 1907
  - Hyposmocoma ossea Walsingham, 1907
  - Hyposmocoma pallidipalpis Walsingham, 1907
  - Hyposmocoma palmifera Meyrick, 1935
  - Hyposmocoma palmivora Meyrick, 1928
  - Hyposmocoma paltodorella Walsingham, 1907
  - Hyposmocoma passerella Walsingham, 1907
  - Hyposmocoma petalifera Walsingham, 1907
  - Hyposmocoma petroptilota Walsingham, 1907
  - Hyposmocoma phantasmatella Walsingham, 1907
  - Hyposmocoma philocharis Meyrick, 1915
  - Hyposmocoma pittospori Swezey, 1920
  - Hyposmocoma plumbifer Walsingham, 1907
  - Hyposmocoma pluviella Walsingham, 1907
  - Hyposmocoma poeciloceras Walsingham, 1907
  - Hyposmocoma polia Walsingham, 1907
  - Hyposmocoma praefracta Meyrick, 1935
  - Hyposmocoma pritchardiae Swezey, 1933
  - Hyposmocoma psaroderma Walsingham, 1907
  - Hyposmocoma pucciniella Walsingham, 1907
  - Hyposmocoma puncticiliata Walsingham, 1907
  - Hyposmocoma punctifumella Walsingham, 1907
  - Hyposmocoma quadripunctata Walsingham, 1907
  - Hyposmocoma quadristriata Walsingham, 1907
  - Hyposmocoma radiatella Walsingham, 1907
  - Hyposmocoma rediviva Walsingham, 1907
  - Hyposmocoma repandella Walsingham, 1907
  - Hyposmocoma roseofulva Walsingham, 1907
  - Hyposmocoma rotifer Walsingham, 1907
  - Hyposmocoma rusius Walsingham, 1907
  - Hyposmocoma rutilellum Walsingham, 1907
  - Hyposmocoma sagittata Walsingham, 1907
  - Hyposmocoma scandens Walsingham, 1907
  - Hyposmocoma scepticella Walsingham, 1907
  - Hyposmocoma sciurella Walsingham, 1907
  - Hyposmocoma semifuscata Walsingham, 1907
  - Hyposmocoma semiusta Walsingham, 1907
  - Hyposmocoma sideroxyloni Swezey, 1932
  - Hyposmocoma sordidella Walsingham, 1907
  - Hyposmocoma spurcata Walsingham, 1907
  - Hyposmocoma stigmatella Walsingham, 1907
  - Hyposmocoma subargentea Walsingham, 1907
  - Hyposmocoma subaurata Walsingham, 1907
  - Hyposmocoma subeburneum Walsingham, 1907
  - Hyposmocoma sublimata Walsingham, 1907
  - Hyposmocoma subnitida Walsingham, 1907
  - Hyposmocoma subocellata Walsingham, 1907
  - Hyposmocoma subsericea Walsingham, 1907
  - Hyposmocoma sudorella Walsingham, 1907
  - Hyposmocoma terminella Walsingham, 1907
  - Hyposmocoma thermoxyla Meyrick, 1915
  - Hyposmocoma tigrina Butler, 1881
  - Hyposmocoma tischeriella Walsingham, 1907
  - Hyposmocoma trichophora Walsingham, 1907
  - Hyposmocoma tricincta Walsingham, 1907
  - Hyposmocoma trilunella Walsingham, 1907
  - Hyposmocoma trivitella Swezey, 1913
  - Hyposmocoma unicolor Walsingham, 1907
  - Hyposmocoma veterella Walsingham, 1907
  - Hyposmocoma vicina Walsingham, 1907
- Subgènere Hyposmocoma
  - Hyposmocoma abjecta Butler, 1881
  - Hyposmocoma adjacens Walsingham, 1907
  - Hyposmocoma admirationis Walsingham, 1907
  - Hyposmocoma advena Walsingham, 1907
  - Hyposmocoma albifrontella Walsingham, 1907
  - Hyposmocoma albonivea Walsingham, 1907
  - Hyposmocoma alliterata Walsingham, 1907
  - Hyposmocoma alveata Meyrick, 1915
  - Hyposmocoma anisoplecta Meyrick, 1935
  - Hyposmocoma arenella Walsingham, 1907
  - Hyposmocoma argentiferus Walsingham, 1907
  - Hyposmocoma atrovittella Walsingham, 1907
  - Hyposmocoma auripennis Butler, 1881
  - Hyposmocoma auropurpurea Walsingham, 1907
  - Hyposmocoma bacillella Walsingham, 1907
  - Hyposmocoma bella Walsingham, 1907
  - Hyposmocoma belophora Walsingham, 1907
  - Hyposmocoma bilineata Walsingham, 1907
  - Hyposmocoma blackburnii Butler, 1881
  - Hyposmocoma butalidella Walsingham, 1907
  - Hyposmocoma calva Walsingham, 1907
  - Hyposmocoma candidella Walsingham, 1907
  - Hyposmocoma canella Walsingham, 1907
  - Hyposmocoma carbonentata Walsingham, 1907
  - Hyposmocoma carnea Walsingham, 1907
  - Hyposmocoma cincta Walsingham, 1907
  - Hyposmocoma cinereosparsa Walsingham, 1907
  - Hyposmocoma commensella Walsingham, 1907
  - Hyposmocoma communis Swezey, 1946
  - Hyposmocoma conditella Walsingham, 1907
  - Hyposmocoma continuella Walsingham, 1907
  - Hyposmocoma coruscans Walsingham, 1907
  - Hyposmocoma corvina Butler, 1881
  - Hyposmocoma costimaculata Walsingham, 1907
  - Hyposmocoma crossotis Meyrick, 1915
  - Hyposmocoma cupreomaculata Walsingham, 1907
  - Hyposmocoma discella Walsingham, 1907
  - Hyposmocoma divisa Walsingham, 1907
  - Hyposmocoma domicolens Butler, 1881
  - Hyposmocoma elegantula Swezey, 1934
  - Hyposmocoma empedota Meyrick, 1915
  - Hyposmocoma endryas Meyrick, 1915
  - Hyposmocoma evanescens Walsingham, 1907
  - Hyposmocoma fallacella Walsingham, 1907
  - Hyposmocoma ferricolor Walsingham, 1907
  - Hyposmocoma fervida Walsingham, 1907
  - Hyposmocoma filicivora Meyrick, 1935
  - Hyposmocoma flavipalpis Walsingham, 1907
  - Hyposmocoma fractinubella Wahingham, 1907
  - Hyposmocoma fractistriata Walsingham, 1907
  - Hyposmocoma fuscopurpurea Walsingham, 1907
  - Hyposmocoma fuscotogata Walsingham, 1907
  - Hyposmocoma geminella Walsingham, 1907
  - Hyposmocoma genitalis Walsingham, 1907
  - Hyposmocoma haleakalae Butler, 1881
  - Hyposmocoma hemicasis Meyrick, 1935
  - Hyposmocoma humerovittella Walsingham, 1907
  - Hyposmocoma hygroscopa Meyrick, 1935
  - Hyposmocoma illuminata Walsingham, 1907
  - Hyposmocoma impunctata Walsingham, 1907
  - Hyposmocoma indicella Walsingham, 1907
  - Hyposmocoma intermixta Walsingham, 1907
  - Hyposmocoma inversella Walsingham, 1907
  - Hyposmocoma iodes Walsingham, 1907
  - Hyposmocoma irregularis Walsingham, 1907
  - Hyposmocoma lacertella Walsingham, 1907
  - Hyposmocoma lactea Walsingham, 1907
  - Hyposmocoma lacticretella Walsingham, 1907
  - Hyposmocoma lebetella Walsingham, 1907
  - Hyposmocoma leporella Walsingham, 1907
  - Hyposmocoma lignivora Butler, 1879
  - Hyposmocoma lineata Walsingham, 1907
  - Hyposmocoma liturata Walsingham, 1907
  - Hyposmocoma lixiviella Walsingham, 1907
  - Hyposmocoma longisquamella Walsingham, 1907
  - Hyposmocoma lucifer Walsingham, 1907
  - Hyposmocoma ludificata Walsingham, 1907
  - Hyposmocoma lupella Walsingham, 1907
  - Hyposmocoma malornata Walsingham, 1907
  - Hyposmocoma marginenotata Walsingham, 1907
  - Hyposmocoma mediella Walsingham, 1907
  - Hyposmocoma mediospurcata Walsingham, 1907
  - Hyposmocoma mesorectis Meyrick, 1915
  - Hyposmocoma metallica Walsingham, 1907
  - Hyposmocoma metrosiderella Walsingham, 1907
  - Hyposmocoma mimema Walsingham, 1907
  - Hyposmocoma mimica Walsingham, 1907
  - Hyposmocoma modesta Walsingham, 1907
  - Hyposmocoma montivolans Butler, 1882
  - Hyposmocoma nebulifera Walsingham, 1907
  - Hyposmocoma neckerensis Swezey, 1926
  - Hyposmocoma nephelodes Walsingham, 1908
  - Hyposmocoma niger Walsingham, 1907
  - Hyposmocoma nigralbida Walsingham, 1907
  - Hyposmocoma nigrescens Walsingham, 1907
  - Hyposmocoma nividorsella Walsingham, 1907
  - Hyposmocoma notabilis Walsingham, 1907
  - Hyposmocoma numida Walsingham, 1907
  - Hyposmocoma ochreocervina Walsingham, 1907
  - Hyposmocoma ochreociliata Walsingham, 1907
  - Hyposmocoma oxypetra Meyrick, 1935
  - Hyposmocoma paradoxa Walsingham, 1907
  - Hyposmocoma parda Butler, 1881
  - Hyposmocoma partita Walsingham, 1907
  - Hyposmocoma patriciella Walsingham, 1907
  - Hyposmocoma persimilis Walsingham, 1907
  - Hyposmocoma petroscia Meyrick, 1915
  - Hyposmocoma phalacra Walsingham, 1907
  - Hyposmocoma pharsotoma Meyrick, 1915
  - Hyposmocoma picticornis Walsingham, 1907
  - Hyposmocoma progressa Walsingham, 1907
  - Hyposmocoma prophantis Meyrick, 1915
  - Hyposmocoma propinqua Walsingham, 1907
  - Hyposmocoma pseudolita Walsingham, 1907
  - Hyposmocoma punctiplicata Walsingham, 1907
  - Hyposmocoma quinquemaculata Walsingham, 1907
  - Hyposmocoma rhabdophora Walsingham, 1907
  - Hyposmocoma rubescens Walsingham, 1907
  - Hyposmocoma sabulella Walsingham, 1907
  - Hyposmocoma saccophora Walsingham, 1907
  - Hyposmocoma saliaris Walsingham, 1907
  - Hyposmocoma scapulellum Walsingham, 1907
  - Hyposmocoma schismatica Walsingham, 1907
  - Hyposmocoma scolopax Walsingham, 1907
  - Hyposmocoma semicolon Walsingham, 1907
  - Hyposmocoma semifusa Walsingham, 1907
  - Hyposmocoma sideritis Walsingham, 1907
  - Hyposmocoma similis Walsingham, 1907
  - Hyposmocoma somatodes Walsingham, 1907
  - Hyposmocoma straminella Walsingham, 1907
  - Hyposmocoma subcitrella Walsingham, 1907
  - Hyposmocoma subflavidella Wralsingham, 1907
  - Hyposmocoma subscolopax Walsingham, 1907
  - Hyposmocoma suffusa Walsingham, 1907
  - Hyposmocoma suffusella Walsingham, 1907
  - Hyposmocoma swezeyi Busck, 1914
  - Hyposmocoma syrrhaptes Walsingham, 1907
  - Hyposmocoma tarsimaculata Walsingham, 1907
  - Hyposmocoma tenuipalpis Walsingham, 1907
  - Hyposmocoma tetraonella Walsingham, 1907
  - Hyposmocoma thiatma Meyrick, 1935
  - Hyposmocoma thoracella Walsingham, 1907
  - Hyposmocoma tomentosa Walsingham, 1907
  - Hyposmocoma torella Walsingham, 1907
  - Hyposmocoma torquata Walsingham, 1907
  - Hyposmocoma trifasciata Swezey, 1915
  - Hyposmocoma trimaculata Walsingham, 1907
  - Hyposmocoma trimelanota Meyrick, 1935
  - Hyposmocoma tripartita Walsingham, 1907
  - Hyposmocoma triptila Meyrick, 1915
  - Hyposmocoma trossulella Walsingham, 1907
  - Hyposmocoma turdella Walsingham, 1907
  - Hyposmocoma unistriata Walsingham, 1907
  - Hyposmocoma vermiculata Walsingham, 1907
  - Hyposmocoma vinicolor Walsingham, 1907
  - Hyposmocoma virgata Walsingham, 1907
- Subgènere desconegut
  - Hyposmocoma anoai Medeiros, Haines & Rubinoff, 2017
  - Hyposmocoma aumakuawai P. Schmitz & Rubinoff, 2011
  - Hyposmocoma carnivora P. Schmitz & Rubinoff, 2011
  - Hyposmocoma eepawai P. Schmitz & Rubinoff, 2011
  - Hyposmocoma ekemamao Schmitz and Rubinoff, 2009
  - Hyposmocoma eliai P. Schmitz & Rubinoff, 2011
  - Hyposmocoma hooilo Medeiros, Haines & Rubinoff, 2017
  - Hyposmocoma ipohapuu Kawahara & Rubinoff, 2012
  - Hyposmocoma ipowainui P. Schmitz & Rubinoff, 2011
  - Hyposmocoma kahaiao P. Schmitz & Rubinoff, 2011
  - Hyposmocoma kahamanoa P. Schmitz & Rubinoff, 2011
  - Hyposmocoma kaikuono Schmitz & Rubinoff, 2008
  - Hyposmocoma kamakou P. Schmitz & Rubinoff, 2011
  - Hyposmocoma kamaula Medeiros, Haines & Rubinoff, 2017
  - Hyposmocoma kanaloa Medeiros, Haines & Rubinoff, 2017
  - Hyposmocoma kapakai Schmitz & Rubinoff, 2008
  - Hyposmocoma kaupo Schmitz & Rubinoff, 2008
  - Hyposmocoma kawaikoi P. Schmitz & Rubinoff, 2011
  - Hyposmocoma kikokolu Schmitz and Rubinoff, 2009
  - Hyposmocoma laysanensis Schmitz and Rubinoff, 2009
  - Hyposmocoma mahoepo Medeiros, Haines & Rubinoff, 2017
  - Hyposmocoma makawao Kawahara & Rubinoff, 2012
  - Hyposmocoma menehune Schmitz and Rubinoff, 2009
  - Hyposmocoma mokumana Schmitz and Rubinoff, 2009
  - Hyposmocoma molluscivora Haines & Rubinoff, 2006
  - Hyposmocoma moopalikea P. Schmitz & Rubinoff, 2011
  - Hyposmocoma nihoa Schmitz and Rubinoff, 2009
  - Hyposmocoma nohomaalewa P. Schmitz & Rubinoff, 2011
  - Hyposmocoma nohomeha Medeiros, Haines & Rubinoff, 2017
  - Hyposmocoma oolea Medeiros, Haines & Rubinoff, 2017
  - Hyposmocoma opuulaau P. Schmitz & Rubinoff, 2011
  - Hyposmocoma opuumaloo Schmitz and Rubinoff, 2009
  - Hyposmocoma pahanalo Medeiros, Haines & Rubinoff, 2017
  - Hyposmocoma papahanau Schmitz and Rubinoff, 2009
  - Hyposmocoma papaiili P. Schmitz & Rubinoff, 2011
  - Hyposmocoma pukoa P. Schmitz & Rubinoff, 2011
  - Hyposmocoma pupumoehewa P. Schmitz & Rubinoff, 2011
  - Hyposmocoma tantala Kawahara & Rubinoff, 2012
  - Hyposmocoma uhauiole P. Schmitz & Rubinoff, 2011
  - Hyposmocoma waauhi Medeiros, Haines & Rubinoff, 2017
  - Hyposmocoma wahikanake P. Schmitz & Rubinoff, 2011
  - Hyposmocoma waihohonu P. Schmitz & Rubinoff, 2011
  - Hyposmocoma waikamoi P. Schmitz & Rubinoff, 2011
  - Hyposmocoma wailua P. Schmitz & Rubinoff, 2011